# Theridion kawea
Theridion kawea là một loài nhện trong họ Theridiidae.
Loài này thuộc chi Theridion. Theridion kawea được Herbert Walter Levi miêu tả năm 1957.